# Aéroport de Krementchouk
Pour les articles homonymes, voir KHU.
L'aéroport de Krementchouk (en ukrainien : Кременчук) est un aéroport situé en Ukraine.